# Розвідувальний корабель

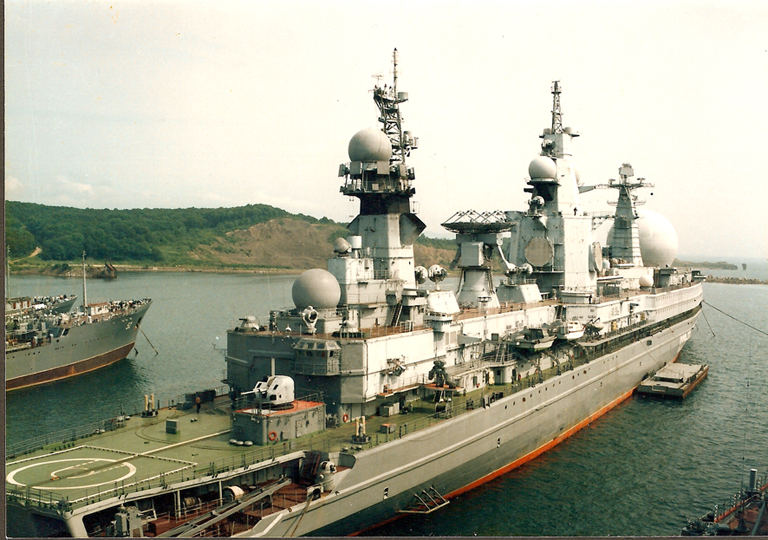
Радянський розвідувальний корабель ССВ-33 «Урал», найбільший у світі корабель-розвідник і єдиний з них з ядерною енергетичною установкою

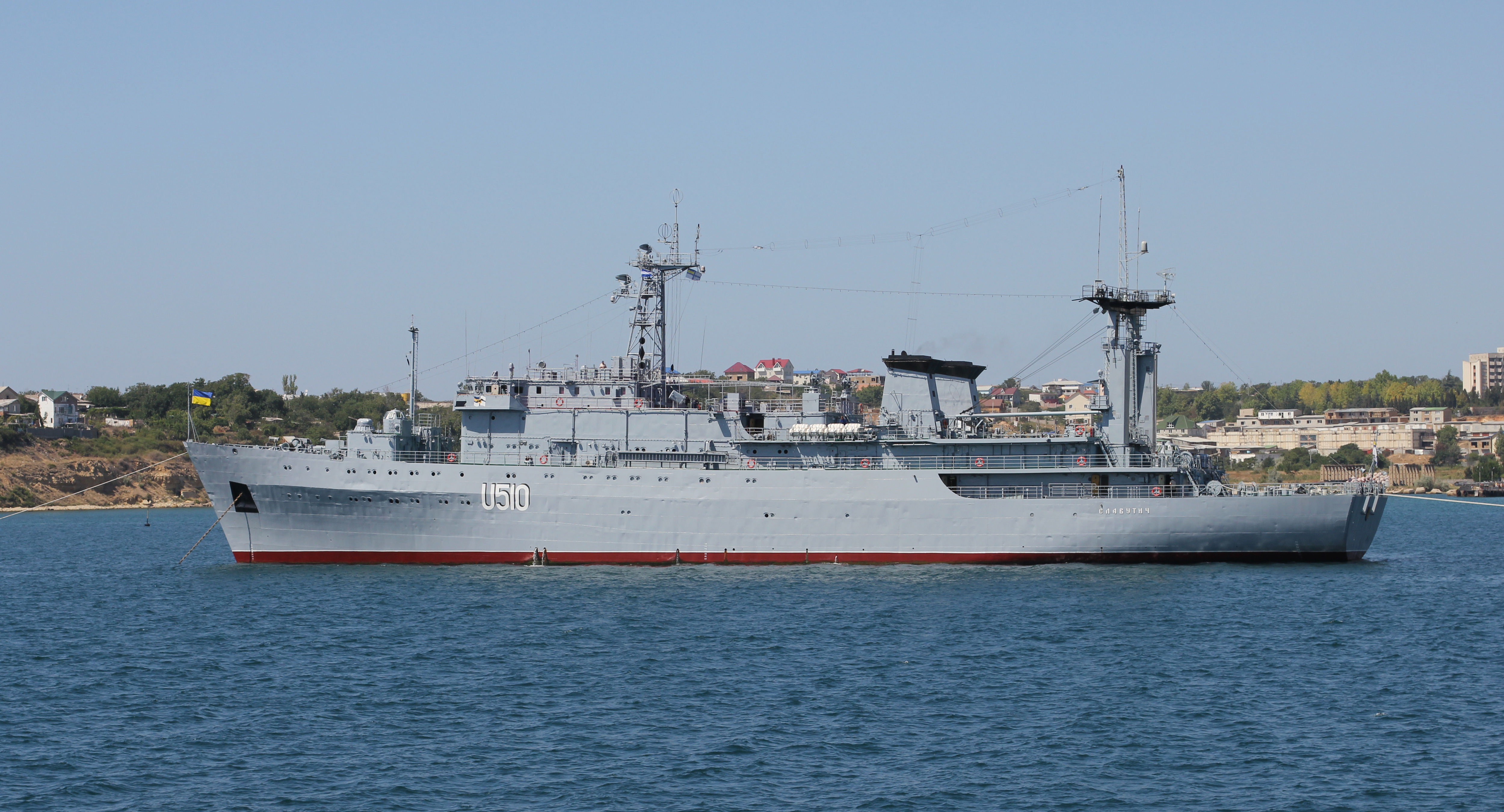
Великий розвідувальний корабель «Славутич» Військово-Морських Сил України

Розвідувальний корабель (англ. Reconnaissance vessel) — клас військових кораблів спеціального призначення, головним завданням якого є добування розвідувальної інформації про сили та засоби противника, зазвичай за допомогою спеціалізованого електронного устаткування. У ширшому розумінні будь-який корабель, призначений для збору інформації, можна вважати розвідувальним.
Розвідувальні кораблі зазвичай контролюються урядом країни через високу вартість і потрібне передове обладнання. Вони, як правило, є частинами національного флоту, хоча ними також можуть керувати секретні служби.
Військові траулери маскуються під цивільні кораблі, такі як рибальські траулери, які, як можна очікувати, залишатимуться в певному районі протягом тривалого часу.
Кораблі, які використовують для проникнення шпигунів або підрозділів спеціальних операцій у визначену акваторію чи на ділянку суходолу, іноді також називають «шпигунськими кораблями».

## Історія
Ранньою версією того, що пізніше стало відомим як корабель-розвідник, було американське цивільне вантажне судно США «Голд Стар», яке протягом 1920-х і 1930-х років здійснювало часті рейси до Японії, Китаю та Філіппін з вантажем і пасажирами. Починаючи з 1933 року, в ролі корабля-станції йому було визначено стежити за внутрішніми частотами японського флоту та азимутами пеленгатора. На борту судна перебувало три оператори-перехоплювачі та один головний радист під керівництвом офіцера. «Голд Стар» та наземні станції надали значну розвідувальну інформацію напередодні нападу Японії на Перл-Гарбор 7 грудня 1941 року.
На початку Холодної війни з'явилися сучасні розвідувальні кораблі, що будувалися за спеціальними проєктами і призначалися повністю для виконання розвідувальних завдань. Кораблі (судна) такого типу використовували усі великі держави під час протистояння. Крім прослуховування комунікацій і стеження за рухом ворожого флоту, їх використовували для спостереження за ядерними випробуваннями та запусками ракет (особливо потенційних міжконтинентальних балістичних ракет). Однією з найважливіших функцій для розвідувальних кораблів обох флотів часів Холодної війни, особливо в 1960-х роках, був збір «сигнатур» підводних човнів — шаблонів шуму, які часто могли ідентифікувати конкретний тип підводного човна і, таким чином, були цінними в протичовновій обороні. У роки Холодної війни ВМС США мали близько 80 суден, зазвичай класифікованих як кораблі для «екологічних досліджень», у той час, як у розпорядженні радянського ВМФ було близько 60 кораблів, часто переобладнаних у траулери або кораблі для гідрографічних досліджень.
Наприкінці 1980-х років радянський рибальський флот був відомий тим, що оснастив багато з тисяч своїх суден сучасним обладнанням SIGINT і ELINT, таким чином вони повноцінно функціонували як допоміжні розвідувальні кораблі, що відстежують західні військові кораблі та електронні засоби зв'язку (хоча їхньою основною функцією залишався комерційний вилов).
Зазвичай розвідувальні кораблі та судна залишаються в міжнародних водах або принаймні за межами територіальних вод, щоб не порушувати кордони інших держав. У визначених зонах (секторах) вони використовують своє електронне обладнання для моніторингу морського та повітряного руху, радіо та радіолокаційних частот, а також вживають заходів щодо перехоплення та дешифрування кодованих радіо- чи телефонних перемовин. Здебільшого це робиться за допомогою пасивних засобів, таких як радіоприймачі або пасивні гідролокатори. Однак інколи активні заходи, такі як радар або гідролокатор, також можуть використовувати для виявлення руху літаків, ракет, кораблів або інших транспортних засобів чи військ.
Оскільки він розташований набагато ближче до зони спостереження, ніж стаціонарна установка (враховуючи близькість до берегової лінії), моніторинг зазвичай набагато ефективніший і в деяких аспектах кращий, ніж навіть розвідувальні супутники.